# Narzędzia kamienne

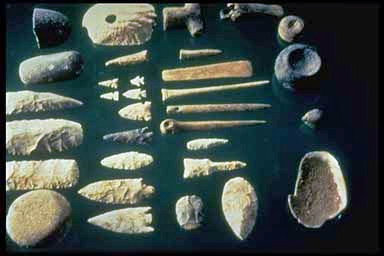
Narzędzia kamienne

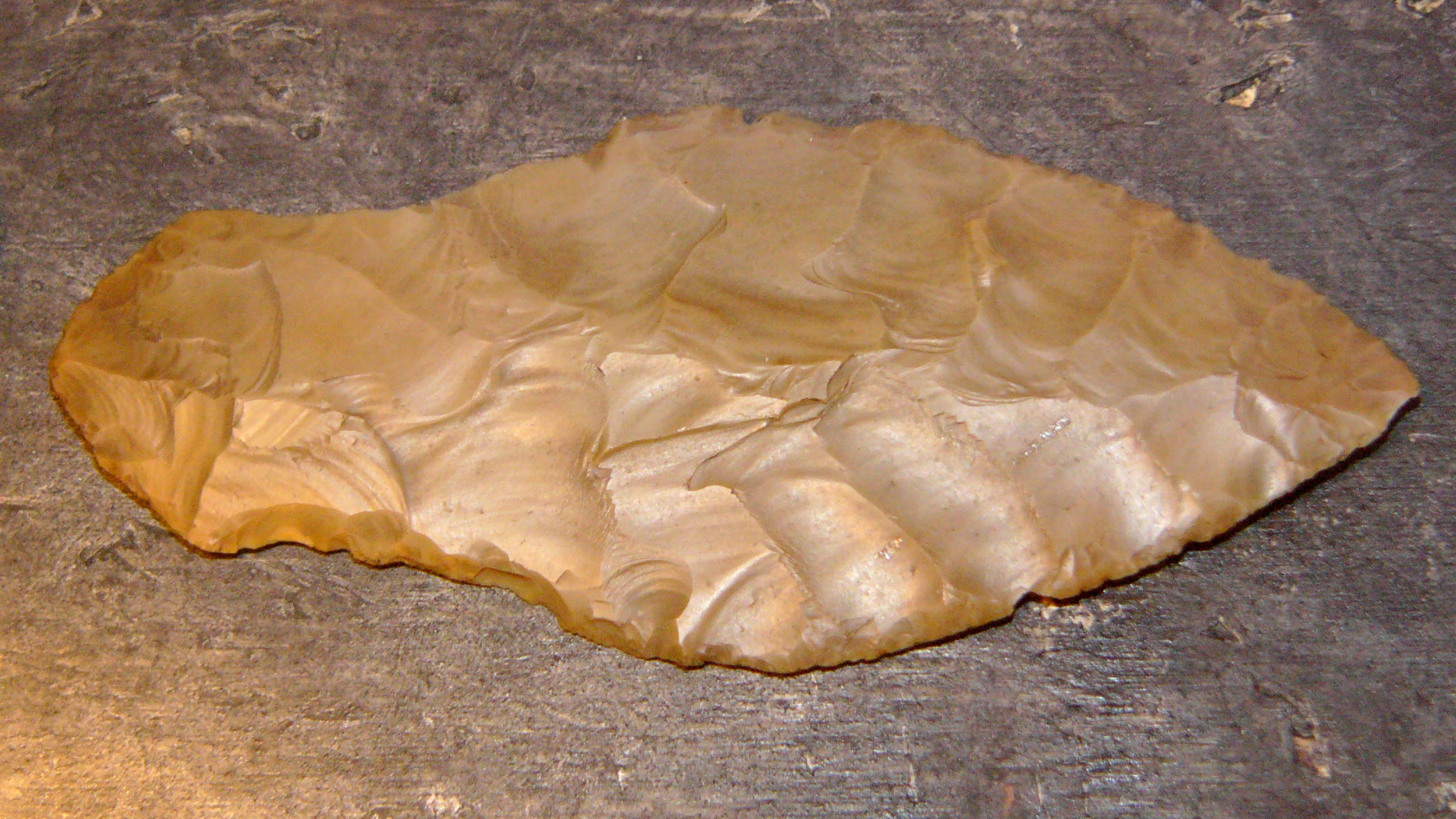
Nóż z kamienia

Narzędzia kamienne – wykonane z kamienia narzędzia używane przez ludzi i ich przodków. Najstarsze znane narzędzia kamienne pochodzą sprzed 3,39 mln lat, odkryto je w pobliżu osady Dikika (Kotlina Danakilska, region Afar w Etiopii). Są one o około 800 tys. lat starsze od najstarszych znanych wcześniej kamiennych narzędzi i dowodzą, że posługiwał się nimi już Australopithecus afarensis. Wykonywane były w okresie od paleolitu do neolitu. Były to kolejno:
- otoczak
- pięściak
- odłupek